# 田中哲郎
田中 哲郎（たなか てつろう、1908年〈明治41年〉 - 1974年〈昭和49年〉2月19日）は、日本の大蔵技官、酒類鑑定官、酒造技術指導者。元関東信越国税局鑑定官。「新潟銘酒の父」と呼ばれる。

## 略歴
新潟県新潟市出身。1924年（大正13年）3月に新潟中学校を卒業、1928年（昭和3年）3月に長岡高等工業学校応用化学科を卒業、長岡市の加藤製油所に勤務したのち、新井町の田中酒造場（現 君の井酒造）で、2年間、酒造りを修行。
1930年（昭和5年）に新潟県商工技手に任官、新潟県醸造試験場に着任、1938年（昭和13年）に名古屋税務監督局技手に任官、1941年（昭和16年）に名古屋財務局技手に任官、1943年（昭和18年）に新潟財務局技手に任官。
1944年（昭和19年）に大江山村の石本酒造への指導を開始。1945年（昭和20年）に東京財務局技手に任官、1948年（昭和23年）に関東信越財務局鑑定官に任官、1949年（昭和24年）に関東信越国税局鑑定官に任官。
1953年（昭和28年）に新潟県の青木酒造、朝日酒造、石本酒造、伊藤酒造、猪又酒造、君の井酒造、金鵄盃酒造、越の華酒造、小松原酒造、笹祝酒造、高野酒造、田原酒造、八海醸造、原酒造、樋木酒造、武蔵野酒造の16蔵と長野県の長野銘醸の1蔵、合わせて17蔵からなる研醸会を立ち上げ、酒造りの指導を開始。
1954年（昭和29年）に関東信越国税局を依願退官。
1967年（昭和42年）に石本酒造の「越乃寒梅」が雑誌『酒』に「幻の酒」として取り上げられると、八海醸造の「八海山」など、研醸会に所属している蔵の酒が評価され、新潟県の酒が注目されるようになる。
1974年（昭和49年）2月19日に石本酒造を訪問中に脳溢血で倒れて新潟市紫竹山（現 新潟市中央区紫竹山）の新潟市民病院で死去、67歳没。